# Gorgoroth
Gorgoroth es una banda noruega de black metal, fundada en 1992 por el guitarrista Infernus, el vocalista Hat y el batería Goat Pervertor en la ciudad de Bergen. El nombre del grupo hace referencia a la cadena montañosa ficticia del mismo nombre ubicada en el reino también ficticio de Mordor dentro de los libros El Silmarillion y El Señor de los Anillos, de J. R. R. Tolkien.
A través de su historia, Gorgoroth sufrió varios cambios en su formación; Infernus ha sido el único miembro constante y tuvo que tocar el bajo y la batería en algunas grabaciones. Desde su debut en 1992, la banda ha publicado nueve álbumes de estudio y Ad Majorem Sathanas Gloriam (2006) fue nominado al premio Spellemann al mejor álbum de metal. Desde su debut en 1992, la banda ha publicado además un álbum en vídeo, dos demos y un EP en directo.
En 2007, el vocalista Gaahl y el bajista King ov Hell realizaron actuaciones en directo bajo el nombre Gorgoroth sin la autorización de Infernus. El suceso desencadenó un largo proceso judicial que se resolvió a favor del guitarrista, quien volvió a contratar a los anteriores miembros Pest y Tormentor, así como al bajista Frank Watkins y al batería Tomas Asklund para grabar el álbum Quantos Possunt ad Satanitatem Trahunt (2009). En 2012, Pest y Tormentor abandonaron la banda y fueron reemplazados por músicos de sesión para las actuaciones en directo. Su trabajo más reciente es Instinctus Bestialis, publicado en 2015 y que supuso el debut del vocalista Atterigner.

## Historia

### Formación yPentagram(1992–1994)

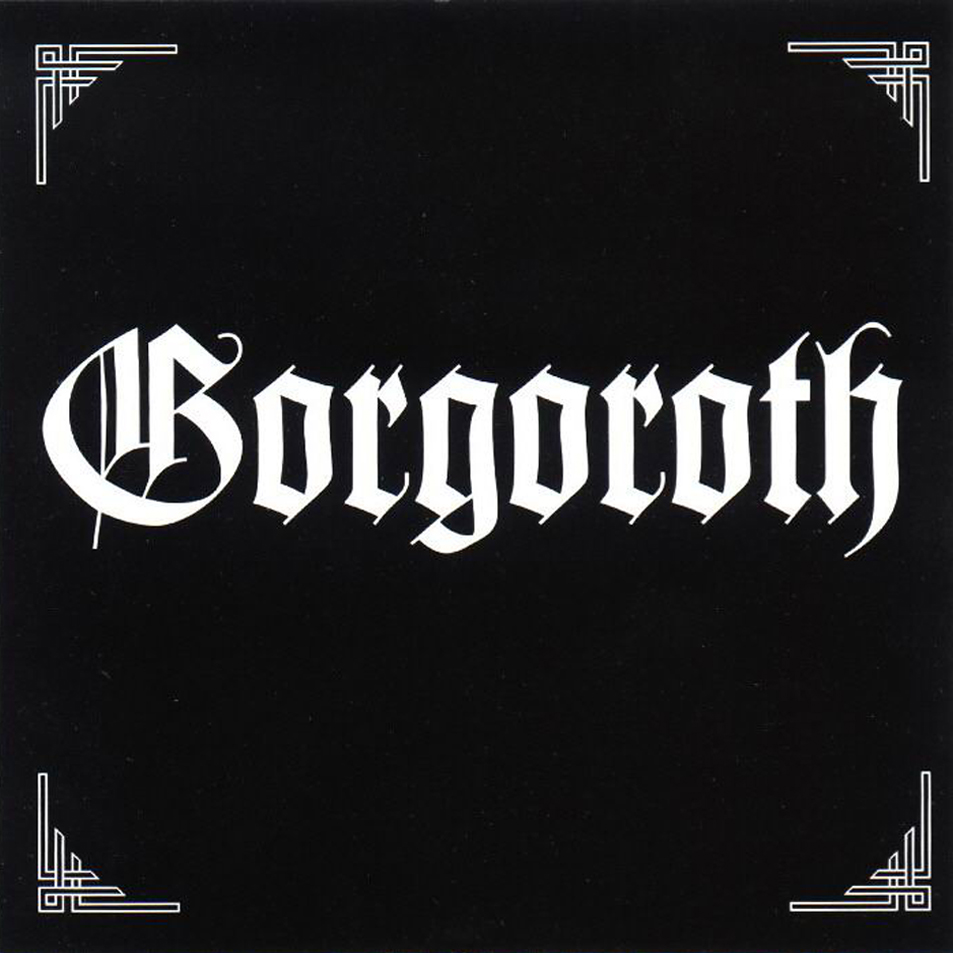
Portada de Pentagram.

En 1992, Roger Tiegs fundó Gorgoroth utilizando el nombre artístico de Infernus. Tiegs aseguró haber vendido su alma al diablo antes de crear el grupo. La formación quedó completada tras la llegada del vocalista Hat y el batería Goat Pervertor. Al año siguiente, la banda publicó su primera maqueta, titulada A Sorcery Written In Blood, con el bajista Kjettar. Este último no permaneció en el grupo mucho tiempo, pues fue a la cárcel por participar en la quema de algunas iglesias. El 7 de enero de 1994, Firda, el periódico más importante del condado de Sogn og Fjordane, publicó un artículo con la portada de la maqueta, bajo el título «Música local con simbología satánica». Según la publicación, el lanzamiento de esta grabación causó gran revuelo entre los padres y educadores de la región por sus letras relacionadas con el satanismo. Una segunda maqueta, Promo '94, fue publicada poco después. Tras el lanzamiento de las dos demos, Gorgoroth firmó un contrato con Embassy Productions y comenzó a trabajar en su primer álbum de estudio, Pentagram. El sustituto de Kjettar fue Samoth de Emperor que también había participado en Promo '94. Después del lanzamiento de Pentagram en 1994, Goat Pervertor dejó la banda y fue sustituido por Frost, batería de Satyricon. El 3 de mayo, el conjunto realizó su primer concierto en Lusa Lottes Pøbb, Oslo, durante el festival Black Metal Nights. Sus siguientes actuaciones fueron con Enslaved en Bergen en junio y septiembre, y en Haugesund en noviembre. Su primer concierto fuera de Noruega tuvo lugar en diciembre, en Annaberg-Buchholz, Alemania.

### Antichrist(1995–1996)

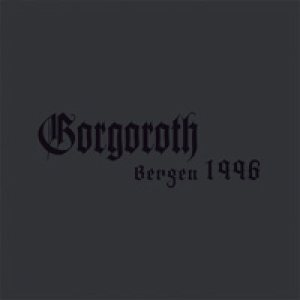
Carátula del EP Bergen 1996.

Antes de que terminara el año 1994, Gorgoroth comenzó la grabación de su segundo álbum de estudio. Durante el proceso de grabación, que terminaría en enero de 1996, la banda tuvo algunos cambios en su formación. Hat dejó el grupo en septiembre de 1995 y fue reemplazado por Pest, vocalista de Obtained Enslavement. Tanto Hat como Pest participaron en el álbum, pues cada uno puso su voz en tres temas. Samoth también dejó Gorgoroth y fue sustituido, primero por Storm y luego por Ares, aunque ninguno contribuyó en el álbum; fue Infernus quien grabó las pistas de bajo. Frost, tras grabar las pistas de batería, abandonó el grupo y su puesto fue ocupado por Grim, compañero de Infernus en Borknagar.
Durante 1995, la banda únicamente realizó dos actuaciones; en Bergen y en Londres como telonera de Cradle of Filth y Primordial en el London Astoria. Ese año, Gorgoroth fue contratada por la discográfica alemana Malicious Records, a través del cual publicó Antichrist y la reedición de Pentagram. Tras terminar la grabación de Antichrist, la agrupación realizó su primera gira europea con Satyricon y Dissection, en abril de 1996. Al finalizar la gira, Gorgoroth actuó en Bergen con Hades Almighty y Gehenna, donde grabó el EP en directo The Last Tormentor, posteriormente reeditado en 2007 con el nombre Bergen 1996. Antichrist fue lanzado en junio con una portada similar a la de su antecesor, pero con una cruz invertida en el centro y con el subtítulo True Norwegian Black Metal. La contraportada incluye la frase «The sin of Satan is the sign of Gorgoroth» («El pecado de Satán es el símbolo de Gorgoroth»).

### Under The Sign of HellyDestroyer(1997-1998)
Tras publicar Antichrist, Gorgoroth comenzó a grabar su tercer álbum de estudio, Under the Sign of Hell. Este fue el primer trabajo con Grim como batería y con Ares como bajista; aunque sólo en una canción, las demás fueran grabadas por Infernus. Grim dejó la banda tras la grabación del álbum y fue reemplazado por Vrolok. También llegó a la banda el guitarrista Tormentor. El álbum no se publicó hasta octubre de 1997, después de que Gorgoroth realizara una gira por Alemania y Holanda con Mystic Circle como teloneros. Durante la gira, la banda fue contratada por la discográfica alemana Nuclear Blast. Pest dejó la banda a finales de 1997 y su reemplazo fue el vocalista Gaahl.
En mayo de 1998, fue publicado su primer trabajo con Nuclear Blast, Destroyer (Or About How To Philosophize With The Hammer), que incluye música grabada durante los últimos cuatro años. El álbum contiene la colaboración de varios músicos, siendo Infernus el único que participa en todos los temas. Destroyer incluye una versión del tema de Darkthrone «Slottet i det fjerne» interpretada por Infernus como vocalista y Tormentor como encargado de los instrumentos; y que fue incluida en el álbum tributo, Darkthrone Holy Darkthrone. Destroyer es el primer trabajo con el bajista T-Reaper (como vocalista en «The Devil, the Sinner and His Journey»), Gaahl (vocalista en «Destroyer») y Tormentor. Ivar Bjørnson de Enslaved fue el encargado del sintetizador en «The Devil, the Sinner and His Journey» usando el apodo Daimonion.
Antes de la publicación del álbum, Gorgoroth realizó una gira alemana con Cradle of Filth, Old Man's Child y Einherjer. En verano, actuaron en el Wacken, en el Tuska y en Oslo con Gehenna y Dødheimsgard.

### Incipit Satan(1999–2001)

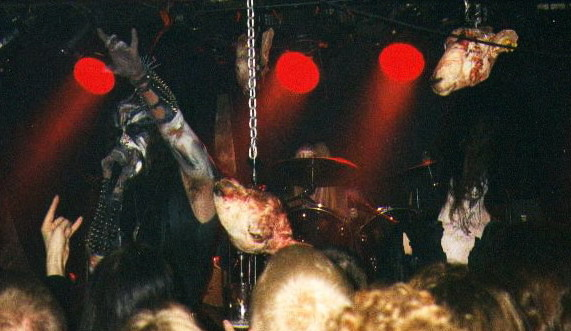
Gorgoroth actuando en Bergen en 2000.

En julio de 1999, Gorgoroth comenzó la grabación de su quinto álbum de estudio con los nuevos miembros King ov Hell y Sersjant Erichsen, bajista y batería respectivamente. En diciembre la banda realizó una gira europea junto a Morbid Angel y Krisiun. El álbum, llamado Incipit Satan, fue publicado en febrero del año 2000 y al igual que su antecesor cuenta con la colaboración de Ivar Bjørnson, además del cantante de rock Mikey Faust, que contribuye con voces limpias en la canción «When Love Rages Wild in My Heart». El batería Erichsen dejó el grupo tras la grabación del álbum y fue reemplazado por Kvitrafn. En mayo, Gorgoroth inició una gira europea como cabezas de cartel con Old Man's Child y Krisiun. En agosto actuaron en la primera edición del festival Hole in the Sky, realizado en homenaje a Grim, que había fallecido en octubre de 1999. A finales de 2001, Gorgoroth actuó por primera vez en América, concretamente en Estados Unidos, México y Colombia.

### Twilight of the Idols(2002–2005)

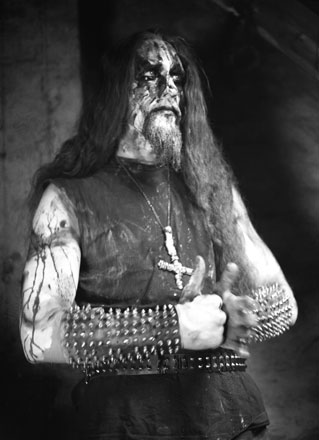
Fotografía promocional de Gaahl en 2003.

En 2002, Tormentor dejó el grupo debido a su mala relación con King ov Hell. En mayo, Infernus, King ov Hell y Kvitrafn comenzaron la grabación de su sexto álbum de estudio. Gaahl fue condenado a diez meses de prisión por torturar a un hombre, razón por la cual tuvieron que retrasar la grabación de su voz y no realizaron ninguna presentación en directo. Infernus, mientras tanto formó la banda Orcustus con Tormentor. Tras la liberación de Gaahl, terminaron la grabación del álbum, Twilight of the Idols (In Conspiracy with Satan), que fue publicado en junio de 2003. La portada del álbum fue censurada en algunos países por incluir una imagen de la iglesia de Fantoft quemada. Para las actuaciones en directo (aunque ese año sólo realizaron tres), la banda contrató como guitarrista rítmico a Apollyon de Aura Noir.
El 1 de febrero de 2004 Gorgoroth realizó una actuación en Cracovia, que fue publicada en DVD más tarde. El concierto generó una gran polémica y llegó a ser mencionado en todos los medios nacionales polacos debido a que la policía pretendía llevar a la banda a prisión por delitos religiosos y por crueldad animal. El escenario de la actuación fue cubierto con 100 litros de sangre de oveja, adornado con aproximadamente diez cabezas empaladas de ganado bovino; detrás de los miembros de la banda fueron colocadas cuatro personas desnudas crucificadas. Una de las mujeres sufrió un desmayo en la cruz y tuvo que ser atendida en una ambulancia. Sobre las acusaciones de tortura animal, los organizadores del concierto afirmaron que las cabezas de ganado habían sido compradas en una carnicería local.
El resto del año promocionaron el álbum con varias actuaciones en distintos países; en marzo realizaron una gira sudamericana; en septiembre y octubre, con 1349 de teloneros, realizaron varias fechas en Europa y en noviembre hicieron una gira por Centroamérica. Kvitrafn dejó Gorgoroth para concentrarse en otros proyectos (Sahg y Jotunspor).
En 2005, la banda realizó una de sus giras más extensas, nuevamente con 1349 y visitando varios países europeos e incluyeron cinco fechas en España. El guitarrista rítmico de esta gira fue Skagg, compañero de Gaahl en el proyecto Gaahlskagg. Ese año también comenzaron la grabación de un nuevo álbum de estudio con la colaboración de Frost como batería.

### Ad Majorem Sathanas Gloriam(2006–2007)

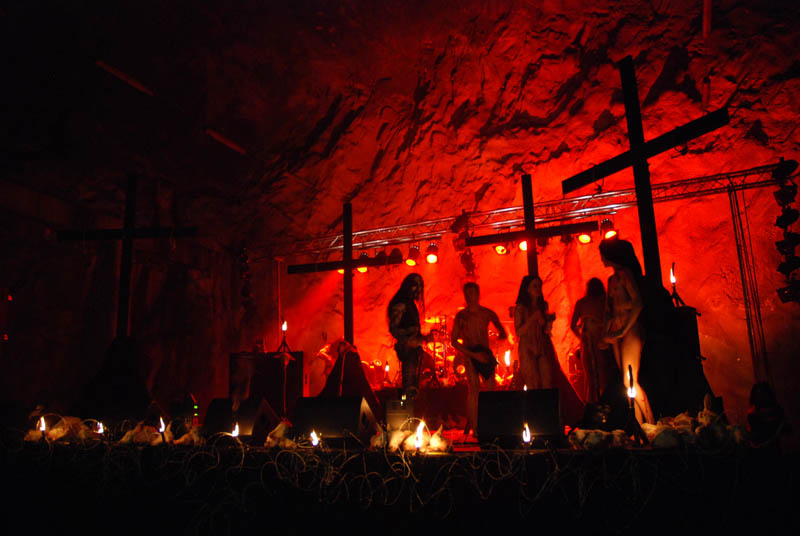
Grabación del videoclip «Carving a Giant».

En marzo de 2006 la banda terminó la grabación del álbum, después de que Gaahl pusiera voz a las pistas. Un mes más tarde el vocalista fue de nuevo encarcelado por torturar a un hombre. Infernus también entró en prisión por colaborar en la violación de una mujer.
Gorgoroth publicó Ad Majorem Sathanas Gloriam en verano de 2006 a través de la discográfica Regain Records. Poco tiempo después del lanzamiento del álbum, King abandonó la banda. De acuerdo con la página web de Gorgoroth, el bajista se marchó porque «tenía problemas para compaginar su trabajo en una banda satánica con su trabajo como profesor de primaria». Ad Majorem Sathanas Gloriam fue nominado en la categoría de mejor álbum de metal en la 35ª edición de los premios Spellemann. Gaahl fue puesto en libertad en diciembre e Infernus en enero del año siguiente.
En enero de 2007, Gaahl fue investigado por la policía noruega por sus comentarios en una entrevista para Metal: A Headbanger's Journey, donde dijo: «la quema de iglesias es algo que apoyo al cien por cien, que se debería haber hecho más y se hará mucho más en el futuro». En mayo, con King ov Hell de nuevo en la banda, realizaron la grabación del videoclip para la canción «Carving a Giant».
En julio y agosto, Gorgoroth volvió a actuar en directo a partir de diciembre de 2005, concretamente en Noruega, República Checa y Alemania. Después de estos tres conciertos, la banda realizó su última gira con Gaahl y King, en Sudamérica y con Belphegor como teloneros.

### Disputa por el nombre «Gorgoroth» (2007–2009)

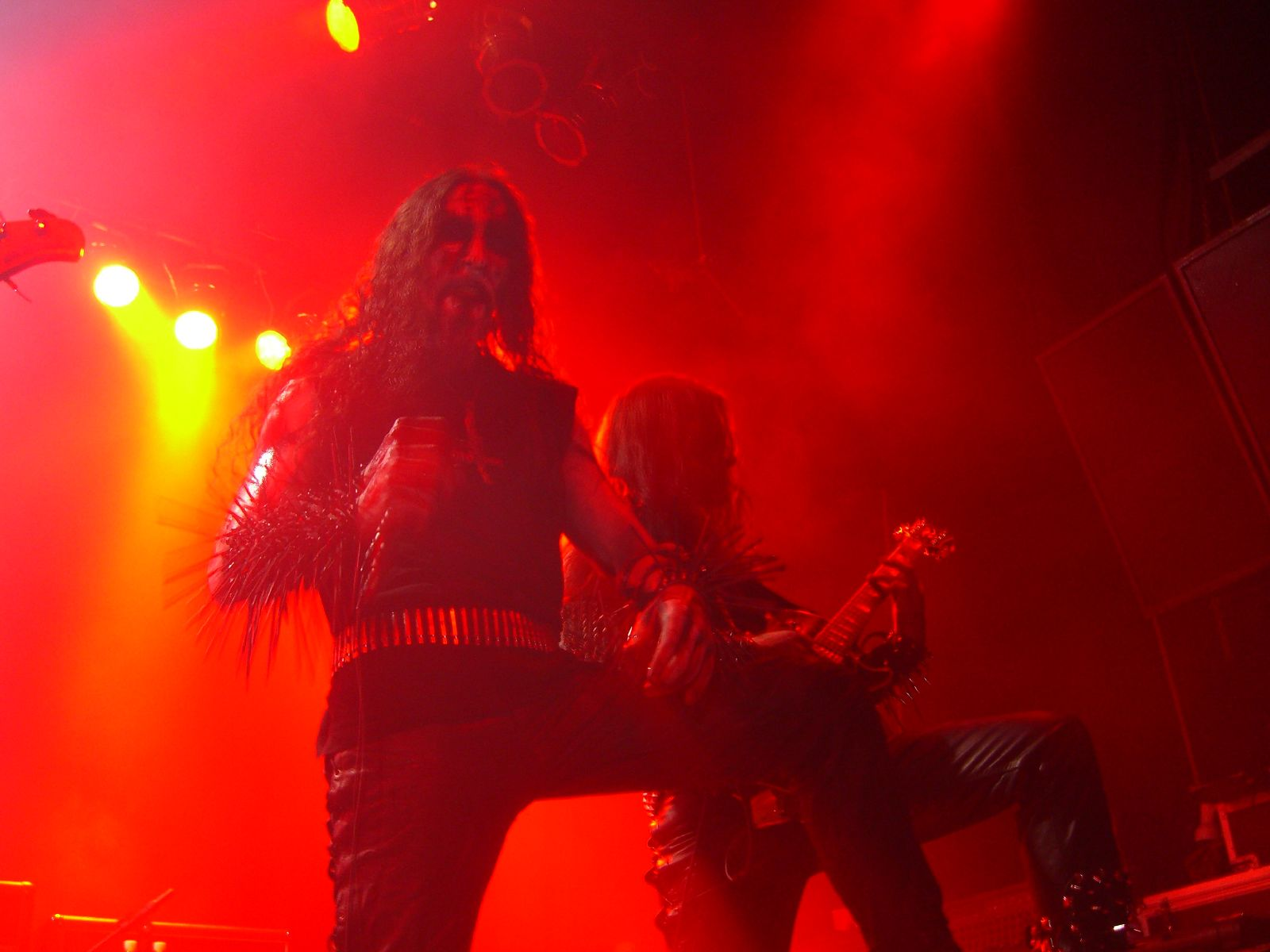
Gaahl e Infernus en Brasil en uno de sus últimos conciertos juntos.

En octubre de 2007, Infernus emitió un mensaje en el Myspace oficial del grupo anunciando la separación del grupo. Mientras el guitarrista lo afirmaba, Gaahl y King ov Hell negaron tal decisión. El comunicado mencionaba que los miembros «no podían continuar trabajando juntos» y que ambas partes pretenderían continuar trabajando bajo el nombre «Gorgoroth». Dos días después, Gaahl afirmó que Gorgoroth no se había separado, pero que continuaría de una forma diferente. Además afirmaba que Infernus no había mostrado preocupación en absoluto por el grupo en los últimos ocho años. El guitarrista respondió al día siguiente declarando que la banda le pertenecía, puesto que era el único miembro que continuaba en ella desde su formación.
Gaahl y King debutaron en directo sin Infernus, con la colaboración del batería Nick Barker y los guitarristas Teloch y Sykelig. Una semana más tarde, en otro documento publicado por Infernus, el guitarrista dijo que «Gaahl había pensado dejar la banda en numerosas ocasiones, y que King de hecho, ya había dejado el grupo el año anterior porque tenía dificultades para tocar con Gorgoroth y trabajar de profesor». Infernus también reafirmó ser el fundador del grupo y su rotunda negativa a entregar el nombre de la banda que él había creado «al tercer vocalista y al sexto bajista». Además, afirmó que ya se encontraba preparando nuevo material, que había comenzado a componer cuando salió de la cárcel bajo libertad condicional.
También fue revelado que, sin el conocimiento de Infernus, King ov Hell había intentado quedarse con los derechos de la marca comercial Gorgoroth en septiembre de 2007. El abogado de Infernus, Egil Horstad, advirtió a Gaahl y a King que tal apropiación constituía una clara violación de una marca patentada.
En diciembre, Regain Records emitió un comunicado de prensa anunciando que continuarían trabajando con el miembro fundador, Infernus, y su nuevo grupo. Una semana más tarde, Gaahl y King publicaron un mensaje en el que decían que la oficina noruega de patentes había decidido que conservaban los derechos de propiedad legal, el uso del nombre y el logo. Infernus se apresuró a declarar que él y Regain interpondrían un recurso de amparo contra la decisión de la oficina de patentes. También aprovechó para anunciar a dos nuevos miembros de su versión de Gorgoroth: el batería de Dissection Tomas Asklund y el bajista de Obituary Bøddel.

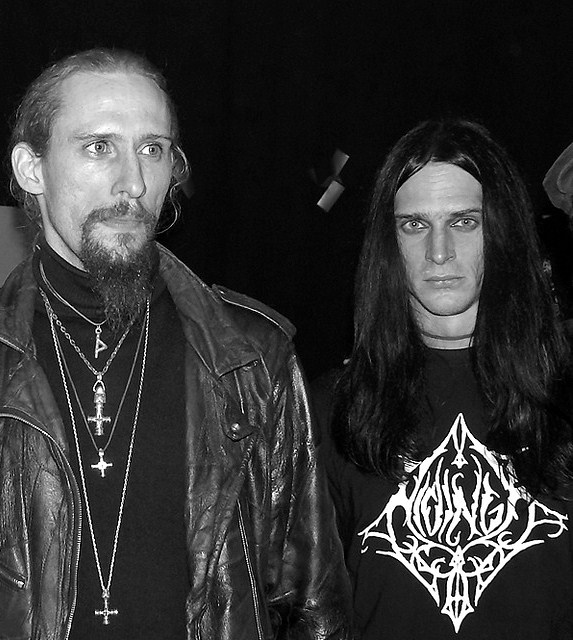
Gaahl y King ov Hell en 2007.

En marzo de 2008, Infernus hizo una oferta innegociable a Gaahl y King con un plazo de respuesta de tres días. La oferta no fue aceptada y los abogados de Infernus llevaron el caso a los tribunales.
El concierto en Cracovia de 2004 fue editado en DVD en junio de 2008, casi cuatro años después de su grabación. Lo publicó Metal Mind Productions con el título Black Mass Krakow 2004, y alcanzó la tercera posición en la lista noruega de DVD, y la decimoquinta en la sueca.
En mayo, Regain anunció la publicación de True Norwegian Black Metal - Live in Grieghallen, un álbum grabado en directo en los estudios Grieghallen y Threeman. La formación que lo grabó consistía en Infernus, Gaahl, el guitarrista Teloch y el batería Garghuf. Tras la publicación del álbum, Gaahl y King emitieron un aviso anunciando que las autoridades judiciales suecas los habían reconocido como dueños legales de la marca comercial Gorgoroth y exhortaba a Regain a detener la distribución del álbum. Según el comunicado, la discográfica había suprimido ilegalmente las pistas de bajo de King y había mezclado las grabaciones sin su consentimiento.
El 12 de agosto de 2008 Infernus declaró que la disputa sobre Gorgoroth no sería resuelta hasta que se fallase en juicio en Oslo. También, que el conflicto entre Regain y Gaahl/King ov Hell sobre True Norwegian Black Metal - Live in Grieghallen se solucionaría en otro juicio en Malmö; hasta entonces, existía un requerimiento judicial que prohibía a Regain seguir distribuyendo el álbum.
En septiembre, Infernus anunció que el exguitarrista Tormentor había aceptado volver a la banda. En diciembre fue Pest quien regresó a Gorgoroth.
El 10 de marzo de 2009, el juez de Oslo falló a favor de Infernus. En el veredicto se anulaba la patente interpuesta por King; además el juez dictaminó que Gaahl y el bajista habían perdido todo derecho al nombre Gorgoroth cuando intentaron despedir a Infernus. También se les exigió no usar ningún nombre parecido a Gorgoroth que pudiera crear confusión. Tras la resolución del caso, Gaahl y King ov Hell anunciaron que continuarían con un nuevo proyecto, God Seed.

### Quantos Possunt ad Satanitatem Trahunt(2009–2012)

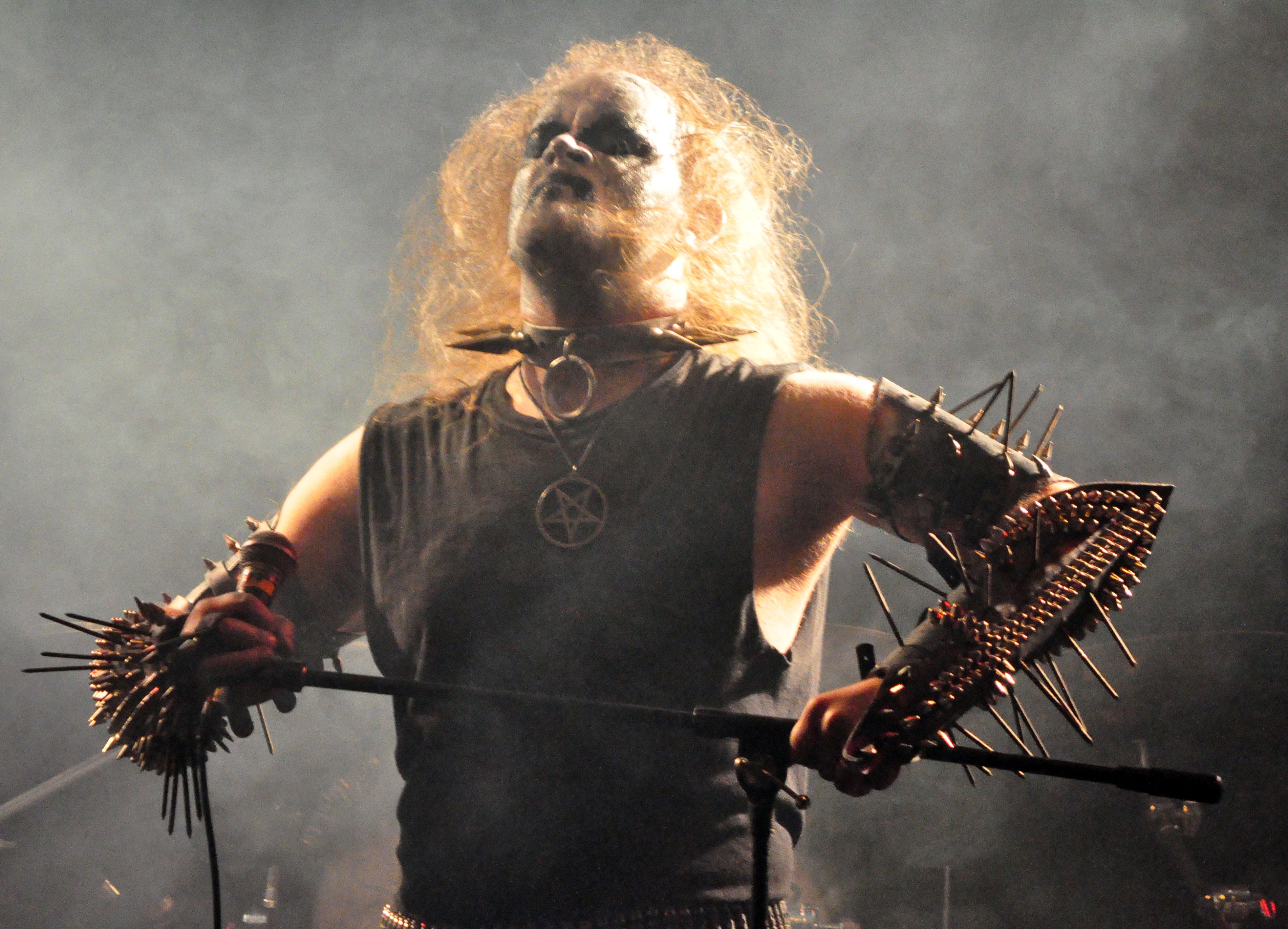
Pest actuando en Rostock en 2011.

Poco después de la resolución del caso, la banda comenzó la grabación de un nuevo álbum de estudio, Quantos Possunt ad Satanitatem Trahunt, con Tomas Asklund grabando las pistas de batería en los estudios Monolith. En abril, a pesar de que Tormentor había regresado a la banda, fue Infernus quien grabó todas las guitarras. Bøddel y Pest grabaron el bajo y las voces, respectivamente, en junio.
El 29 de agosto de 2009, Gorgoroth realizó su primera actuación desde septiembre de 2007. Fue como cabezas de cartel del festival Hole in the Sky en su ciudad natal, Bergen. El programa estuvo compuesto principalmente por material antiguo, incluyendo dos canciones de Pentagram, un álbum que no había sido interpretado en directo desde hacía casi doce años. La banda también tocó por primera vez una canción de Quantos Possunt ad Satanitatem Trahunt, «Aneuthanasia».
Quantos Possunt ad Satanitatem Trahunt se publicó en octubre. El álbum fue bien recibido y muchos críticos comentaron el regreso de la banda a sus raíces y destacando el trabajo de Pest. Tras su publicación, fue revelado que Gorgoroth ya estaba trabajando en un nuevo álbum de estudio. El 1 de abril de 2010, la banda anunció que pasarían el año grabando el álbum, durante el tiempo libre que le dejaran los conciertos. Ese mismo mes realizaron una pequeña gira europea para promocionar Quantos Possunt ad Satanitatem Trahunt.
En octubre anunciaron que habían terminado la regrabación de su tercer álbum, Under the Sign of Hell. Los problemas económicos de Regain Records obligaron a retrasar el lanzamiento de este trabajo, pero finalmente fue publicado en diciembre de 2011.

### Instinctus Bestalis(2012-actualidad)
En agosto de 2012 Infernus anunció el despido de Pest, pues este no consideraba a la banda una prioridad. El sustituto del vocalista durante su siguiente gira fue el líder de Taake, Hoest; mientras que su próximo álbum de estudio sería grabado con el cantante serbio Atterigner, integrante de la agrupación Triumfall. El disco salió a la venta en junio de 2015 con el nombre de Instinctus Bestalis y se situó entre los cincuenta álbumes más vendidos en Finlandia. El 18 de octubre de ese mismo año, el bajista Bøddel sucumbió al cáncer que padecía desde hacía años.

## Estilo e influencias
En su etapa inicial, la música de Gorgoroth estaba claramente influenciada en un cruce entre thrash y black metal, y el sonido de las bandas Celtic Frost y Bathory. En Pentagram, los críticos destacaron la influencia del punk rock, e incluso del hardcore. A pesar de los constantes cambios de formación, su estilo rápido y agresivo se mantuvo firme. Al igual que otras bandas de black metal como Emperor, Mayhem, Satyricon o Ulver, Gorgoroth ha experimentado con su sonido en alguna ocasión: en los álbumes Destroyer e Incipit Satan se pueden encontrar elementos de noise y ambient. Gaahl dijo en una entrevista que sus gustos musicales no se limitan únicamente al metal, sino que cubren una variedad artistas desde Antonio Vivaldi a David Bowie. Tormentor, por su parte ha mencionado a grupos como Obituary, Von, Slayer, Blasphemy y Tormentor como sus influencias.
El componente ideológico juega un papel importante en la música de Gorgoroth. Durante las actuaciones en directo, los miembros de la banda utilizan ropa de color negro, brazaletes con clavos, cinturones de balas, corpsepaint; y al igual que en sus discos, simbología satánica. Según Infernus, un músico que toca black metal debe ser satánico. Gaahl por su parte, dijo que se califica como pagano y no como satanista, pero no se opone a ser tratado como tal, ya que el satanismo es una oposición al cristianismo. Además los miembros de Gorgoroth han reconocido en varias ocasiones la influencia de Friedrich Nietzsche, utilizando el título de su libro El crepúsculo de los ídolos (en inglés, Twilight of the Idols) en el álbum homónimo.

## Miembros
- Infernus (1992 - actualidad) - guitarra
- Tomas Asklund (2007 – actualidad) - batería y percusión
- Atterigner (2012 - actualidad) - voz

Miembros en directo
- Phobos (2011 - 2012, 2015 – actualidad) - batería
- Fabio Zperandio (2011 – actualidad) - guitarra
- Guh.Lu (2012 - actualidad) - bajo eléctrico
- Hoest (2012 - actualidad) - voz

## Discografía
- 1994: Pentagram
- 1996: Antichrist
- 1997: Under the Sign of Hell
- 1998: Destroyer
- 2000: Incipit Satan
- 2003: Twilight of the Idols
- 2006: Ad Majorem Sathanas Gloriam
- 2009: Quantos Possunt ad Satanitatem Trahunt
- 2011: Under the Sign of Hell
- 2015: Instinctus Bestialis